# Sphagnum triangulare
Sphagnum triangulare là một loài rêu trong họ Sphagnaceae. Loài này được (Mamczar) N.O. Fred. mô tả khoa học đầu tiên năm 1980.